# Laccophilus quadrilineatus
Laccophilus quadrilineatus là một loài bọ cánh cứng trong họ Bọ nước. Loài này được Horn miêu tả khoa học năm 1871.